# Cneu Domício Enobarbo (cônsul em 96 a.C.)
Cneu Domício Enobarbo (morto em 88 a.C.; em latim: Gnaeus Domitius Aenobarbus) foi um político da gente Domícia da República Romana eleito cônsul em 96 a.C. com Caio Cássio Longino. Foi pontífice máximo a partir de 103 a.C. até sua morte. Era filho de Cneu Domício Enobarbo, cônsul em 122 a.C., irmão de Lúcio Domício Enobarbo, cônsul em 94 a.C., e pai de Lúcio Domício Enobarbo, cônsul em 54 a.C., e de Cneu Domício Enobarbo, genro de Cina, morto em 81 a.C..

## Carreira
Em 104 a.C., foi eleito tribuno da plebe e, no ano seguinte, tornou-se pontífice máximo, mantendo, em paralelo, o cargo de tribuno. Como o Colégio de Pontífices não o elegeram como membro depois da morte de seu pai, aprovou uma a Lex Domitia de sacerdotiis, que obrigava que os pontífices dos colégios superiores deveriam ser eleitos pelo povo na assembleia tribal e não cooptados, como era o costume. Esta lei foi abolida por Sula e reposta por Caio Júlio César através do tribuno Tito Labieno. Ele ainda processou em seu tribunal, vários de seus inimigos particulares, como Marco Emílio Escauro, a quem culpou por não ter sido eleito para o pontificado na primeira vez, e Marco Júnio Silano.
Em 96 a.C., foi eleito cônsul com Caio Cássio Longino e, quatro anos depois, censor romano, desta vez com Lúcio Licínio Crasso, com quem estava frequentemente em conflito. Juntos, os dois suprimindo as recém-criadas escolas latinas de retórica, que consideraram prejudiciais à moralidade pública.
Seu mandato como censor foi muito ativo e, ao mesmo tempo, muito conflitivo: Domício era favorável à manutenção dos antigos costumes romanos, principalmente o rigor e a simplicidade, enquanto Crasso amava a arte grega e seus luxos, chegando a afirmar que Enobarbo "tinha a barba de cobre, um boca de ferro e um coração de chumbo". Cícero afirma que Domício não foi um grande orador, mas que foi suficiente hábil para manter uma boa fama.
Enobarbo aparentemente morreu em 88 a.C., durante o consulado de Lúcio Cornélio Sula, e foi sucedido como pontífice por Quinto Múcio Cévola. Lex Domitia de sacerdotiis, segundo a qual os pontífices mais importantes deveriam ser eleitos pelo povo, mas ela foi revogada por Sula.